# 卡拉拉 (內華達州)
卡拉拉（英語：Carrara）是位於美國內華達州奈縣的鬼鎮。

## 歷史
卡拉拉的郵局於1913年設立，其後於1924年停運。

## 地理
卡拉拉所處的海拔為高於海平面878米（即2881英呎），而該地所採用的時區為UTC-8，即太平洋时区（PST）。同時該地設有夏令時間，為UTC-8調快一小時，即UTC-7（PDT）。